# Iustin Handrea
Iustin Handrea (n. 12 aprilie 1905, Maiorești, Austro-Ungaria – d. 28 octombrie 1973) a fost un intelectual de pe Valea Mureșului Superior, învățător emerit și pasionat muzeograf, care s-a consacrat în eforturile sale culturalizării marei mase a țărănimii.

## Biografie

### Copilăria și adolescența
Acesta s-a născut într-o familie de țărani săraci din satul Maiorești din comuna Rușii-Munți din județul Mureș, fiind cel mai mare dintre cei trei copii ai lui Mihai și Anghelina. La împlinirea vârstei de 4 ani copilul Iustin trăiește prima dramă, când tatăl său decedează zdrobit de un buștean în pădurea unde mergea să muncească, atunci când nu avea ce lucra acasă. Nevoită ulterior, mama sa s-a recăsătorit.
După finalizarea școlii primare în 1917, greutățile materiale ale  familiei îl împiedică pe Handrea pentru o perioadă de 5 ani să continue cursurile, în tot acest timp el fiind nevoit să ia parte la muncile agricole alături de familia sa, asemeni oricărui țăran. Ajuns la 12 ani alături de tatăl său vitreg la o exploatare forestieră din Munții Călimani, pe lângă munca efectuată la cojitul buștenilor de brad și la tăiatul crengilor, i s-a încredințat activitatea de paznic și menaj al colibelor de muncitori forestieri[A]. A servit și ca plutaș pe Mureș, de la Toplița la Reghin.
„Viitorul muzeograf de  mic copil a avut pasiunea de a aduna obiecte, prima colecție ce consta în pietricele din Pârâul Handreștilor de diferite forme culori și dimensiuni, fiind descoperită de mama sa în podul casei încă înainte de a merge la școală. Urmarea a fost aruncarea de către aceasta a pietricelelor în pârâu, urmată de o dojană în care îi atrăgea atenția să nu se mai ocupe de nimicuri. A doua colecție – de coji de ouă, a fost de această dată ascunsă sub o putină din podul casei dar, a avut un final la fel de nefericit. Spre dezolarea lui Handrea a sfârșit tot de mâna mamei, în sobă, urmarea fiind o nouă dojană în care era îndemnat să se lase de acest obicei.”

În Reghin în prima parte a secolului XX

Spre norocul său cu ajutorul și la insistențele preotului și învățătorului din sat care au sesizat în el potențialul care va da roade mai târziu, primește în 1922 consimțământul de a pleca pentru continuarea școlii la Reghin ca elev particular, de la tatăl său vitreg, greu apăsat din cauza situației materiale precare. Pentru a se putea susține financiar în oraș și a-și achita taxele școlare, s-a angajat pe post de „băiat bun la toate” la una dintre întreprinderile din oraș.
Înființarea Școlii Normale în Târgu Mureș după unirea Transilvaniei cu România, este un prilej pentru tânărul ei viitor absolvent să obțină o bursă de studii și să se înscrie în 1923 aici. Pentru a face față la școala din Târgu Mureș necesităților, folosește venitul rezultat atât din vinderea proprietății funciare moștenite de la părinți și din munca de sezonier la Fabrica de cherestea din Lunca Bradului – în vacanțe, cât și pe cel rezultat din diversele prestații efectuate colegilor din școală. Anul 1928 reprezintă momentul în care își ia diploma de învățător și pornește pe drumul de luminător al satelor mureșene.

### Cariera
Ca tânăr învățător a fost repartizat la 1 septembrie 1929 în satul Bozed (comuna Ceaușu de Câmpie) din județul Mureș, în activitatea sa didactică ajungând ulterior să predea în satul Vălenii de Mureș (comuna Brâncovenești) și mai apoi în satul natal - Maiorești.
S-a căsătorit cu Ioana Gabor din Morăreni.[B]
În timpul celui de-al doilea război mondial s-a aflat în București timp de trei ani, alături de refugiații ardeleni.

### Amurgul
Fostul învățător nu a întrerupt legătura cu satul în care și-a început cariera de dascăl, ultima vizită fiind aici în 1969, când i-a fost înmânată de către un fost elev de al său o diplomă de onoare într-un cadru festiv – la căminul cultural, ca o dovadă de mare cinste a recunoașterii muncii depuse între anii 1929 – 1932. Prilejul a fost și o ocazie ca dascălul să doneze bibliotecii Căminului cultural din Bozed (căreia i-au fost puse bazele cu 40 de ani în urmă de către maioreștean), un număr de 500 de volume.
Iustin Handrea s-a stins din viața la vârsta de 68 de ani, în 28 octombrie 1973.

## Activitatea

### Educația și culturalizarea lumii satului
La Bozed a reușit mobilizând ajutorul sătenilor și sprijinul administrației locale, să repare și să igienizeze clădirea școlii din localitate, după cum a reușit cu resurse proprii dotarea cu material didactic, înjghebarea unui început de muzeu școlar și punerea bazelor unei viitoare biblioteci școlare
Pasiunea sa de culturalizare a lumii satului s-a materializat aici prin organizarea la început a unei echipe de tineret cu care a participat la serbări și comemorări, după care munca a continuat - sprijinită de un comitet local, prin ținerea unor cursuri de educație populară botezate „cursuri țărănești”. Periodic învățătorul ținea câte o conferință cu subiecte istorice, geografice, literare sau zootehnice (despre creșterea vitelor, a oilor, a porcilor, a păsărilor). De asemenea aborda probleme de horticultură, viticultură și cultura zarzavaturilor. Conferințele erau urmate de un mic program cultural ce consta din lecturi, recitări și cântece, prezentat de elevii școlii. Rezultatele practice s-au văzut când în Bozed în urma cursurilor de alfabetizare ale adulților mulți au învățat scrisul și cititul, precum și când a fost plantată vița de vie pe terenuri altădată degradate și, a apărut prima bibliotecă sătească.
Efortul său principal pe perioada în care a predat, a fost îndreptat spre ridicarea și prosperitatea satului natal, dar totuși Iustin Handrea a avut și în alte sate realizări de seamă. Astfel la Văleni fiind în funcția de director al școlii, a creat un nou post de învățător la scurt timp după venirea sa, după cum a înființat grădinița – cu o cantină pentru copiii săraci (lucru cu totul nou în acea epocă). De asemeni a înzestrat școala cu un aparat de radio, a pus bazele unei biblioteci, a creat o pepinieră de pomi și o prisacă pentru albine, a desfășurat o campanie pentru plantarea de pomi fructiferi; a inițiat creșterea iepurilor și a porumbeilor de casă și a înființat un cămin cultural. Cea mai de seamă realizare a sa aici a fost însă edificarea localului școlii, aceasta constituindu-se într-o adevărată saga.
„Cu sătenii indiferenți și nesprijinit de administrația și de superiori ostili, învățătorul a plătit din buzunarul său întocmirea și aprobarea planurilor viitorului așezământ. În 1936 trecerea ministrului Instrucțiunii Publice prin Vălenii de Mureș i-a oferit prilejul mult așteptat, Iustin Handrea sabotând practic desfășurarea traseului programat al ministrului, pentru a forța peste capul autorităților o discuție cu acesta. Incidentul creat manu propria i-a oferit ocazia de a solicita fonduri și inițiativă din partea autorităților locale. Deși ulterior fondurile promise nu au mai venit - decât în mică parte - din motive demagogice și care țineau de relația lui Handrea cu administrația regiunii, începerea construcției a impus până la urmă finalizarea ei, un ajutor substanțial fiind obținut și din partea departamentului din Reghin al societății ASTRA.”

În planul doi clădirea Căminului cultural din Maioreşti construit prin eforturile învăţătorului Iustin Handrea În prim plan este Monumentul comemorativ al celor căzuţi în apărarea cauzei naţionale

Sub patronajul ASTREI Handrea a fost printre cei mai activi dintre cei care s-au mobilizat în vasta operă educativă pentru ridicarea maselor. Printre proiectele sale, s-a numărat și acela al deschiderii unui muzeu la Reghin, motiv pentru a aduna un important material etnografic, istoric și iconografic. Proiectul avea însă să se concretizeze mai târziu, dar la Maiorești unde se afla sediul colecțiilor.

Noua biserică din Maioreşti

Întors în comuna natală construiește Școala primară cu clasele I-IV cu predare în limba română, cea mai importantă realizare a sa. Tot în perioada interbelică a construit aici împreună cu sătenii, Căminul Cultural (care astăzi îi poartă numele) și a avut o contribuție semnificativă atât la construirea noii biserici (finalizată în 1937), cât și la susținerea unei puternici unități de „Șoimi ai Carpaților”[C].

### Căminul cultural “Avram Iancu” al Refugiaților Ardeleni
În perioada de ocupație maghiară a Ardealulului de Nord  - retras asemeni altora la București, Iustin Handrea a înființat în vara anului 1941 la Muzeul Satului în cadrul Fundației culturale Regale „Regele Mihai I” - Căminului cultural “Avram Iancu” al Refugiaților Ardeleni[D]. Aici a ocupat cu competență funcția de director și a inițiat și îngrijit (alături de Vasile Neta și O. Neamțu) și colecția Cartea refugiatului ardelean[E], fiind sufletul adunărilor ce se țineau aici.. Este de menționat că meritele lui Handrea în realizarea acestei instituții, sunt la fel de mari ca și cele ale susținătorilor săi, sociologul Dimitrie Gusti și  directorul Fundației Regale – Octavian Neamțu.
Modest și cu dăruire pentru cauza refugiaților, Iustin Handrea prin tenacitatea sa a pus bazele Căminului, ducând convorbiri personale fie acasă ori la locul de muncă cu oameni modești – țărani sau muncitori ori  meseriași smulși din rosturile lor, care erau amenințați să fie înghițiți de anonimat în București. Chemându-i săptămânal la Muzeul satului, i-a antrenat în diverse activități cultural - artistice și în jocuri specifice din regiunea lor. Colaborator din această perioadă și vicepreședinte al Căminului, Vasile Netea îi dedică învățătorului Handrea – în 1944 cartea Figuri ardelene.
În această perioadă colecțiile învățătorului au fost transferate mai întâi la Făgăraș și apoi la București, la „Muzeul Satului”, de unde o parte se vor reîntoarce la Maiorești, de unde la moartea sa (1973) au fost cedate, alături de biblioteca sa, noului înființat muzeu din Reghin.

### Cărți scrise deIustin Handrea
- Cronica șezătorilor duminicale ale Căminului cultural „Avram Iancu” din primul an de activitate 17 august 1941 - 17 august 1942, Fundația Culturală Regală „Regele Mihai I”, București, 1942
- Activitatea Căminului Cultural ,,Avram Iancu” al Refugiaților Ardeleni din București, în Cronica șezătorilor duminicale ale căminului cultural "Avram Iancu" din al treilea an de activitate 17 august 1943 - 17 august 1944, Fundația Culturală Regală ,,Regele Mihai I”, București, 1944
- Calendarul refugiatului ardelean pe anul 1944 (îngrijit de Iustin Handrea)
- Trei ani cu refugiații ardeleni, Fundația culturală Regală „Regele Mihai I”, București, 1945
- Versuri pentru Ardeal, Imprimeriile Dacia Traiana, 1945
- Muzeul șolar pentru învățământul elementar și mediu, Editura de Stat Didactică și Pedagogică, București, 1957
- Material didactic de Științe Naturale și Agricultură, Editura Didactică și Pedagogică, București, 1969